# Marguerite Stuber Pearson
Marguerite Stuber Pearson (Filadelfia, 1 de agosto de 1898 — Rockport, 2 de abril de 1978) fue una artista estadounidense, pintora del estilo de la Escuela de Boston.

## Primeros años de vida
Marguerite Stuber Pearson nació en Filadelfia, Pensilvania, hija de Arthur G. Pearson y Ottelia M. Stuber Pearson. Su padre fue pastelero y más tarde propietario de una sala de cine. A los 16 años sobrevivió a la polio; utilizó una silla de ruedas durante el resto de su vida. Estudió arte en la Escuela del Museo de Bellas Artes de Boston y también de forma independiente. Entre sus profesores se encuentran Edmund C. Tarbell, Aldro Hibbard, Harry Leith-Ross y Howard Giles.

## Trayectoria profesional
Pearson era conocida por sus cuadros tradicionales de mujeres sentadas en cálidas escenas domésticas, al piano, tejiendo o leyendo, por ejemplo. También pintó algunos desnudos, bodegones y paisajes. Sus modelos iban a veces vestidas con ropa de época y rodeadas de mobiliario histórico. Una de sus primeras exposiciones, en la Biblioteca Pública de Somerville en 1924, fue recibida con aprecio tanto por sus obras como por su "lucha contra grandes adversidades". En 1930 se hizo miembro del Gremio de Artistas de Boston bajo cuyos auspicios expuso regularmente hasta la década de 1950. Un crítico de The Boston Globe comentó que "no distorsiona los rostros o las figuras en sus retratos... no altera las leyes de la gravedad en sus paisajes. Ve con claridad y pinta con claridad". Una exposición posterior en el Guild, en 1947, impresionó a otro crítico con la "calma convincente" y la "ternura perceptiva" de los retratos de Pearson.
Sus obras también fueron protagonistas de la exposición anual de arte de Springville, Utah, durante décadas, desde los años 30 hasta los 70.

## Vida personal
Marguerite Stuber Pearson vivió permanentemente en Rockport, Massachusetts desde 1942, en una casa y un estudio que hizo construir a la medida de sus necesidades. Murió allí en 1978, a la edad de 80 años. Dejó muchas de sus pinturas no vendidas a la Asociación de Arte de Rockport, que también tiene un archivo de sus papeles, fotografías y cuadernos de bocetos. También se acordó del Museo de Arte de Springville en su testamento, con dos pinturas. En 2011, el Gremio de Artistas de Boston organizó una muestra de las obras de Pearson. La Asociación de Arte de Rockport otorga una medalla de oro anual con el nombre de Pearson.